# Parcela (Wronów)
Parcela – część wsi Wronów w Polsce, położona w województwie świętokrzyskim, w powiecie ostrowieckim, w gminie Waśniów.
W latach 1975–1998 Parcela administracyjnie należała do województwa kieleckiego.